# Sober (Kelly Clarkson)
"Sober" je pjesma američke pjevačice Kelly Clarkson. Pjesma je 10. srpnja 2007. godine objavljena kao drugi singl u SAD-u s njenog albuma My December u izadanju RCA Recordsa. Pjesmu su napisali Kelly Clarkson, Aben Eubanks, Calamity McEntire i Jimmy Messer dok je producent David Kahne.

## Objavljivanje
Pjesma "Sober" objavljena je kao drugi singl s albuma My December. Dana, 6. lipnja 2007. godine pjesma je poslana na radijske stanice. Zbog lošeg plasmana njenog prijašnjeg singla "Never Again" na radijskim ljestvicima objavili su "Sober" kako bi ostvarila bolji plasman. Zbog lošeg plasmana singla na ljestvicama spot nije objavljen, pjesma također nije dobila nikakvu promociju.

## Uspjeh na ljestvicama
Pjesma nije ostvarila dobar plasman na američkim ljestvicama, nije se uspjela plasirati na glavnu ljestvicu Billboard Hot 100. Plasirala se na 93. pozicije Billboardove ljestvice Pop 100, te je ostala jedan tjedan na ljestvici.

## Popis pjesama
Digitalno preuzimanje
1. "Sober" - 4:52
2. "Dirty Little Secret" - 3:33

## Charts
| Ljestvica (2007.)     | Najviša pozicija |
| --------------------- | ---------------- |
| SAD Billboard Pop 100 | 93               |

## Povijest objavljivanja
| Država | Datum            | Izdavač     | Format                |
| ------ | ---------------- | ----------- | --------------------- |
| SAD    | 10. srpnja 2007. | RCA Records | Digitalno preuzimanje |